# Albert IV d'Anhalt-Köthen
Albert IV d'Anhalt-Köthen  (mort à Coswig le 24 novembre 1423, fut un prince allemand de la maison d'Ascanie corégent de la principauté d'Anhalt-Zerbst jusqu'en 1396 quand il devient le premier souverain de la principauté d'Anhalt-Köthen.

## Biographie
Albert IV est le second fils de Jean II d'Anhalt-Zerbst et de son épouse Elisabeth, fille de Jean Ier, comte de Henneberg-Schleusingen. En 1382, à la mort de leur père, Albert hérite de la principauté d'Anhalt-Zerbst conjointement avec ses frères  Sigismond Ier et Valdemar III. Après le décès de Valdemar en 1391, Albert et Sigismond deviennent seuls corégents. Destiné
à l'Église dès son jeune âge, Albert est fait chanoine de la cathédrale de Magdebourg en 1392.
Cinq ans après la disparation de Valdemar III en 1396, les deux frères Sigismond et Albert décident d'un accord pour une division formelle de leurs possessions patrimoniales dans la  principauté d'Anhalt-Zerbst. Comme « Seigneur de  Köthen », Albert prend possession de la cité de Köthen, dont il fait sa résidence principale et la capitale de la nouvelle principauté créée. Peu après, il résigne toutes ses fonctions ecclésiastiques afin de pouvoir se marier et d'avoir des héritiers pour ses domaines.
Lors d'une razzia, Albert IV capture le bétail de sujets de l'archidiocèse de Magdebourg. L'archevêque Günther II de Schwarzburg (1403-1445) engage une véritable guerre contre lui et son frère pour en obtenir la restitution. Le conflit  dure trois ans et ne termine en 1407 qu'à la suite d'un accord négocié par le duc de Brunswick. En 1413, Albert reçoit d'un certain Robert de Schierstedt le château de Dorneburg sur la Saale, près de Zerbst. Il est également le suzerain de celui de Roßlau sur la Mulde, pour lequel l'abbesse de Quedlinbourg lui rend l'hommage en 1415. Albert et Sigismond, comme représentants de la maison d'Ascanie, émettent des prétentions à l'électorat de Brandebourg. Ils n'y renoncent qu'en 1417 après le paiement d'une compensation financière de 60 000 florins par le nouveau Prince électeur, le burgrave de Nuremberg Frédéric de Hohenzollern.
Albert IV meurt à Coswig le 24 novembre 1423.

## Unions et postérité
Avant 1398, Albert épouse Elisabeth (morte après 6 juin 1403), fille de Gebhard III, comte de Mansfeld. Ils ont six enfants :
- Adolphe Ier ;
- Anna (morte avant le 13 juin 1426), épouse en 1422 Guillaume de Mecklembourg-Werle-Güstrow ;
- Lutrude (morte le 4 juin 1465), épouse le 14 octobre 1430 Jean III de Mecklembourg-Stargard ;
- Guillaume (mort jeune) ;
- Albert (mort le 18 mars 1413) ;
- Valdemar V.

Avant le 4 février 1419, Albert épouse en secondes noces Elisabeth (d. 1452), fille de Gebhard XI, comte de Querfurt, et veuve de  Conrad (ou Kurt) de Hadmersleben, seigneur d'Egeln. Ils ont trois enfants :
- Albert VI ;
- Sophie, épouse Gunther VI de Barby, comte de Mühlingen ;
- Dietburge (morte jeune).